# العلاقات الفلبينية المغربية
العلاقات الفلبينية المغربية تشير إلى العلاقات الثنائية بين المغرب والفلبين. أُعلنت العلاقات الرسمية  بين البلدين في 27 ديسمبر 1975.

## علاقات العمل
في سنة 2014، أصبح هناك أكثر من 3000 عامل فلبيني يعملون في المغرب.

## زيارات عمل
في 6 مارس 2024، استقبل رئيس مجلس المستشارين السيد النعم ميارة، بمقر مجلس المستشارين بالرباط؛ السيد ليسلي بــاجا سفير جمهورية الفلبين المعتمد بالمملكة المغربية، حيث تباحث الطرفان سبل تعزيز العلاقات الدبلوماسية وتكريس مبادئ التعاون في المجال الاقتصادي والتجاري، وكذا تطوير روابط التعاون بين المجلسين؛ وإيمانا بالقضايا العادلة، ثمن السيد الرئيس موقف جمهورية الفلبين دعم دولته الراسخ لسيادة المغرب على وحدته الترابية، وفي نفس الوقت وقوف المملكة المغربية إلى جانب الفلبين في مواجهة كل أشكال الانفصال.

## التأشيرة
يمكن لمواطني المغرب الدخول للفلبينوالبقاء فيها بدون تأشيرة لمدة 30 يوم.

## وصلات خارجية
- www.dfa.gov.ph
- علاقات الفلبين الخارجية
- علاقات المغرب الخارجية